# Atomaria nigripennis
Atomaria nigripennis là một loài bọ cánh cứng trong họ Cryptophagidae. Loài này được Kugelann miêu tả khoa học năm 1794.